# Бад-Швартау
Бад-Швартау (нем. Bad Schwartau) — город в Германии, в земле Шлезвиг-Гольштейн. 
Входит в состав района Восточный Гольштейн.  Население составляет 19 714 человек (на 31 декабря 2010 года). Занимает площадь 18,39 км². Официальный код  —  01 0 55 004.
В городе находится памятник культуры, водонапорная башня, построенная в 1910 году.

## Известные уроженцы
- Майер-Швартау, Вильгельм (1854—1935) — немецкий архитектор.